# Yahoo!
Yahoo! Inc.  és una empresa global de mitjans amb seu als Estats Units d'Amèrica que té per missió: "ser el servei global d'Internet més essencial per a consumidors i negocis". Posseeix un portal d'Internet, un directori Web i una sèrie de serveis, incloent-hi el popular correu electrònic Yahoo!. Fou fundada el gener de 1994 per dos estudiants de postgrau de la Universitat Stanford, Jerry Yang i David Filo. Yahoo! es va constituir com empresa el 2 de març de 1995 i va començar a cotitzar a borsa el 12 d'abril de 1996. L'empresa té la seu corporativa a Sunnyvale, Califòrnia, Estats Units.

## Història

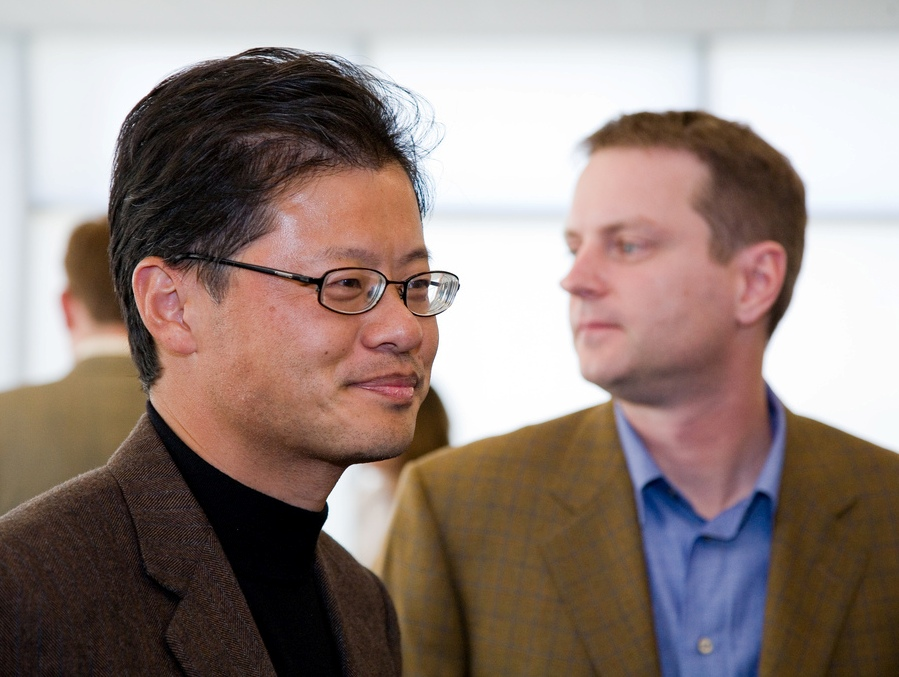
Jerry Yang (esquerra) i David Filo (dreta), co-fundadors de Yahoo!

Yahoo! inicialment va rebre el nom de "Jerry's Guide to the World Wide Web", però aviat es va canviar el seu nom a Yahoo!. Existeixen diverses versions sobre el nom Yahoo!: la versió real que circula en el corporatiu de Yahoo! a Sunnyvale, Califòrnia és que prové del nom d'uns personatges del llibre Els viatges de Gulliver de Jonathan Swift, els Yahoos. La història conta que a casa de David Filo, Cofundador de Yahoo!, el pare d'aquest anomenava a David i a Jerry "un parell de Yahoos" per la seva naturalesa inquieta i aquests decideixen usar el nom Yahoo! per al seu portal. Al llibre de Swift, un Yahoo és una criatura salvatge, bruta i de costums desagradables, que s'assembla massa a un ser humà. Yahoo! va aparèixer per primera vegada a l'ordinador personal de Yang, "Akebono", mentre que el programari i la base de dades a la màquina de Filo, "Konishiki", noms que provenen de lluitadors de sumo, esport del qual Filo i Yang són fanàtics.
Yahoo! va fer la seva aparició pública al mercat de valors de Nova York a l'índex NASDAQ el 12 d'abril de 1996, venent 2.6 milions d'accions a $13 dòlars cada una.
Tal com la popularitat de Yahoo! augmentava, creixia la gamma de serveis. Això va convertir Yahoo! en "l'únic lloc on algú ha d'anar per trobar qualsevol cosa que cerqui, comunicar-se amb qualsevol persona o comprar el que sigui". Entre els serveis que avui Yahoo! ofereix estan Yahoo! Correu, Yahoo! Messenger, Yahoo! Grups, Yahoo! Jocs, Yahoo! Compres, Yahoo! Subhastes, etc.
Yahoo! ha començat a fer contractes estratègics amb empreses de telecomunicacions i recerca local a escala mundial, tals com British Telecom al Regne Unit, Rogers Communications al Canadà, Ideas Interactivas (Yahoo! Pàgines Útils) a Mèxic i SBC Communications al Canadà. El seu objectiu és fer front als seus competidors globals: Google, AOL, Terra, MSN i d'altres.
Per tal d'incrementar el seu lideratge en la recerca de pàgines web (el seu principal reclam), Yahoo! ha fet adquisicions com la d'Inktomi el Desembre de 2002 i Overture el Juliol de 2003 (junt amb les seves filials Altavista, AllTheWeb), i ha dut a terme una aliança a Mèxic amb una empresa anomenada Ideas Interactivas per llançar un directori telefònic imprès sota la marca Yahoo! Pàgines Útils, trencant motlles i complementant la seva estratègia de recerca local al món físic; això li permet competir dignament amb Google i la nova funció de cerca de MSN.
En 2008 va rebutjar una oferta de compra de Microsoft per 44,6 milions de dòlars.
Actualment els servidors de Yahoo! utilitzen el sistema operatiu FreeBSD.

## Serveis de Yahoo!
- eGroups
- Delicious
- GeoCities
- Flickr
- Jumpcut
- Kelkoo
- Yahoo! News (servidor de notícies de Yahoo!)
- Wikio (motor de cerca europeu de notícies i blogs)